# Desmeocraerula inconspicuana
Desmeocraerula inconspicuana är en fjärilsart som beskrevs av Embrik Strand 1912. Desmeocraerula inconspicuana ingår i släktet Desmeocraerula och familjen tandspinnare. Inga underarter finns listade i Catalogue of Life.